# 정림사지박물관
정림사지박물관은 세계문화유산인 정림사지를 주제로 충청남도 부여군에 있는 역사 박물관이다.

## 연혁
- 2006년 9월 29일 개관

## 관람 안내
- 4월 ~ 9월: 09:00 ~ 19:00
- 10월 ~ 이듬해 3월: 09:00 ~ 17:00
- 매주 월요일 휴관